# 7ème
Albums de Véronique Sanson
Hollywood
(1977) Laisse-la vivre
(1981)
Singles
1. Ma révérence
Sortie : Janvier 1979
2. Celui qui n'essaie pas
Sortie : 1979
3. Toute une vie sans te voir
Sortie : 1979
4. Je suis la seule
Sortie : 1979 (single promo)
5. Lerida (dans la ville de)
Sortie : 1980

7ème est le septième album de la chanteuse Véronique Sanson et son sixième album studio. Cet album a été certifié double disque d'or pour plus de 200 000 exemplaires vendus en France.
Le titre vient du fait quʼil sʼagit du 7e album de la chanteuse, en comptant l'album Live at the Olympia sorti en 1976. Cet album est porté par le succès du 45 tours Ma révérence sorti 9 mois plus tôt, dont la face B Fais-moi une mélodie nʼest pas reprise sur lʼalbum.
Les photos réalisées pour la pochette du disque montrent une Véronique détendue et souriante, et avec son fils sur la photo intérieure, comme pour contrer les chansons plutôt sombres du disque. La plupart des chansons en relatent la nostalgie, comme Mi-maître mi-esclave qui traite de la solitude ou Toute une vie sans te voir. Pour celle que j'aime est une chanson à travers laquelle Véronique Sanson se demande quelle sera sa vie quand sa mère mourra. Les morceaux Celui qui n'essaie pas (ne se trompe qu'une seule fois) et Si je danse pour toi viennent apporter un peu de légèreté à l'ensemble. Le titre Lerida (Dans la ville de) est un instrumental ; fait rare pour un tel morceau, il sortira en 45 tours.
En France, la sortie de cet album sʼaccompagne d'un show télé No 1 spécial chez Maritie et Gilbert Carpentier où on peut la voir en compagnie de Michel Jonasz, Serge Gainsbourg, Catherine Lara, Alain Souchon, Gérard Jugnot, Plastic Bertrand, Patrick Juvet et Maxime Le Forestier.

## Titres
| No  | Titre                                                   | Durée |
| --- | ------------------------------------------------------- | ----- |
| 1.  | Toute une vie sans te voir                              | 4:20  |
| 2.  | Je suis la seule                                        | 3:43  |
| 3.  | Ma révérence                                            | 3:15  |
| 4.  | Si je danse pour toi                                    | 3:33  |
| 5.  | Lerida (dans la ville de)                               | 6:02  |
| 6.  | Celui qui n'essaie pas (ne se trompe qu'une seule fois) | 3:45  |
| 7.  | Mi-maître, mi-esclave                                   | 5:17  |
| 8.  | Maso                                                    | 4:34  |
| 9.  | Salsa                                                   | 4:34  |
| 10. | Pour celle que j'aime                                   | 3:19  |

## Crédits
Paroles et musique : Véronique Sanson 

Disque enregistré entre juin et octobre 1979 

Enregistrements : 

Rythmiques : Larrabee Sound - Los Angeles 

Lee Fur's Studio - Tucson, Arizona 

Westlake Studios 

Re-Re : Record Plant - Los Angeles 

Kendun Recorders - Burbank 

Musiciens : 

Batterie : Paul Leim, Rick Schlosser, Steven Shaeffer, Milt Miller, Ed Greene 

Basse : Duck Dunn, Andy Muson, Bob Glaub, Dick Furlow 

Guitares : Timothy May, Ritchie Cavanaugh, Steve Cropper 

Claviers : Michael Lang, Craig Siegel, Michael J. Boddicker, Georges Rodi 

Percussions : Plato T. Jones, Paul Leim, Paulhino Da Costa 

Saxophone : Clay Brown, Trevor Lawrence, Gary Herbig 

Trompette : Steve Madaio, Cary Grant 

Trombone : Jim Price (musician) (en) 

Chœurs : Frères Costa, Bob Meighan, Éric Estève 

Arrangements : 

Rythmiques et cordes : André Georget 

Cuivres et synthétiseurs : Trevor Lawrence 

Cordes dirigées par le 1er violon André Georget et Sid Sharp 

Violoniste : Bobby Kahler 

Ingénieurs du son : Michael Braunstein 

Rerecording : John Fischbach 

Production artistique : André Georget, Véronique Sanson, Bernard Saint-Paul 

Mixé par Bernard Saint-Paul et John Fischbach

## Singles
- Ma révérence/Fais-moi une mélodie - 1979
- Celui qui n'essaie pas (ne se trompe qu'une seule fois)/Mi-maître, mi-esclave - 1979
- Toute une vie sans te voir/Si je danse pour toi - 1979
- Lerida/Maso - 1980